# Krastyo Krastev
Pour les articles homonymes, voir Krastev.
Krastyo Kotev Krastev (en bulgare Кръстьо Котев Кръстев), né le 31 mai 1866 à Pirot, alors dans l'Empire ottoman, et mort le 15 avril 1919, est un philosophe, écrivain et traducteur bulgare.